# HD 117207 b
HD 117207 b ist ein Exoplanet, der den gelben Zwerg HD 117207 alle 2597 Tage umkreist. Auf Grund seiner hohen Masse wird angenommen, dass es sich um einen Gasplaneten handelt.

## Entdeckung
Der Planet wurde mit Hilfe der Radialgeschwindigkeitsmethode von Geoffrey Marcy et al. im Jahr 2004 entdeckt.

## Umlauf und Masse
Der Planet umkreist seinen Stern in einer Entfernung von ca. 3,79 Astronomischen Einheiten und hat eine Masse von ca. 597,7 Erdmassen bzw. 1,88 Jupitermassen.